# Zemsta (komedia)

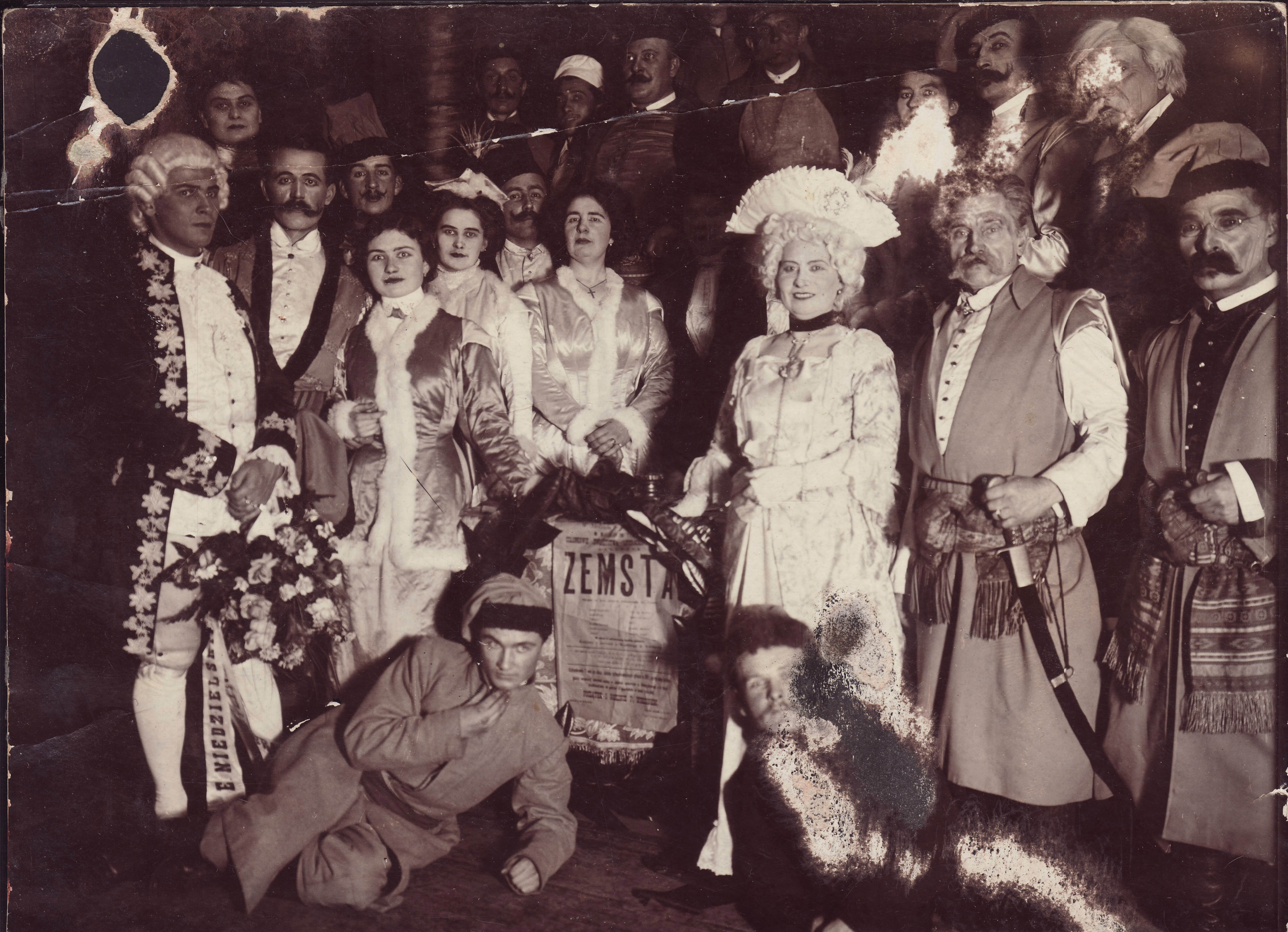
Obsada sztuki Zemsta Aleksandra Fredry (ok. 1900)

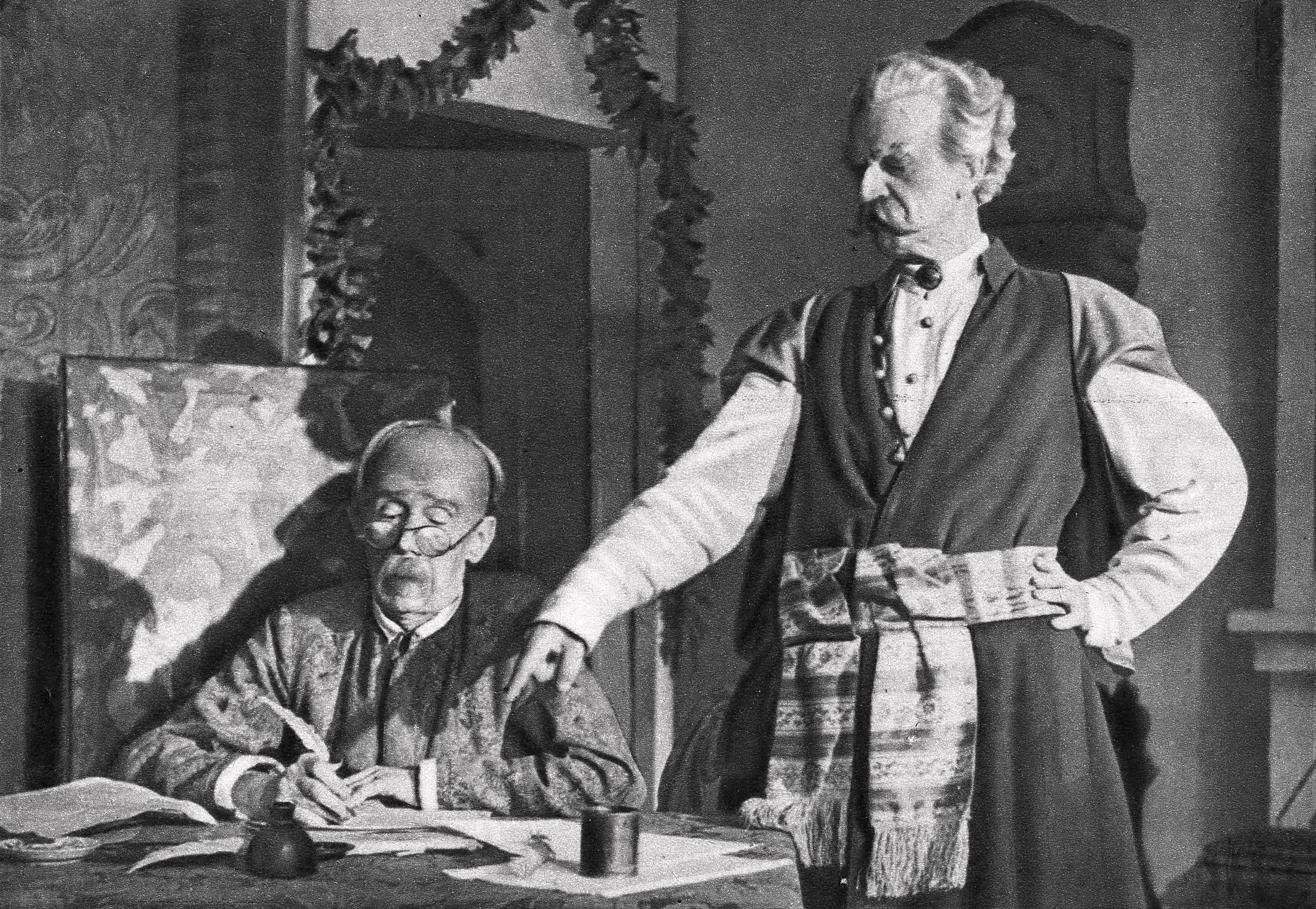
Ludwik Solski jako Dyndalski (po lewej) i Jerzy Leszczyński jako Cześnik Maciej Raptusiewicz (po prawej) w sztuce Zemsta. Teatr im. Juliusza Słowackiego w Krakowie, reżyseria Teofil Trzciński (1948)

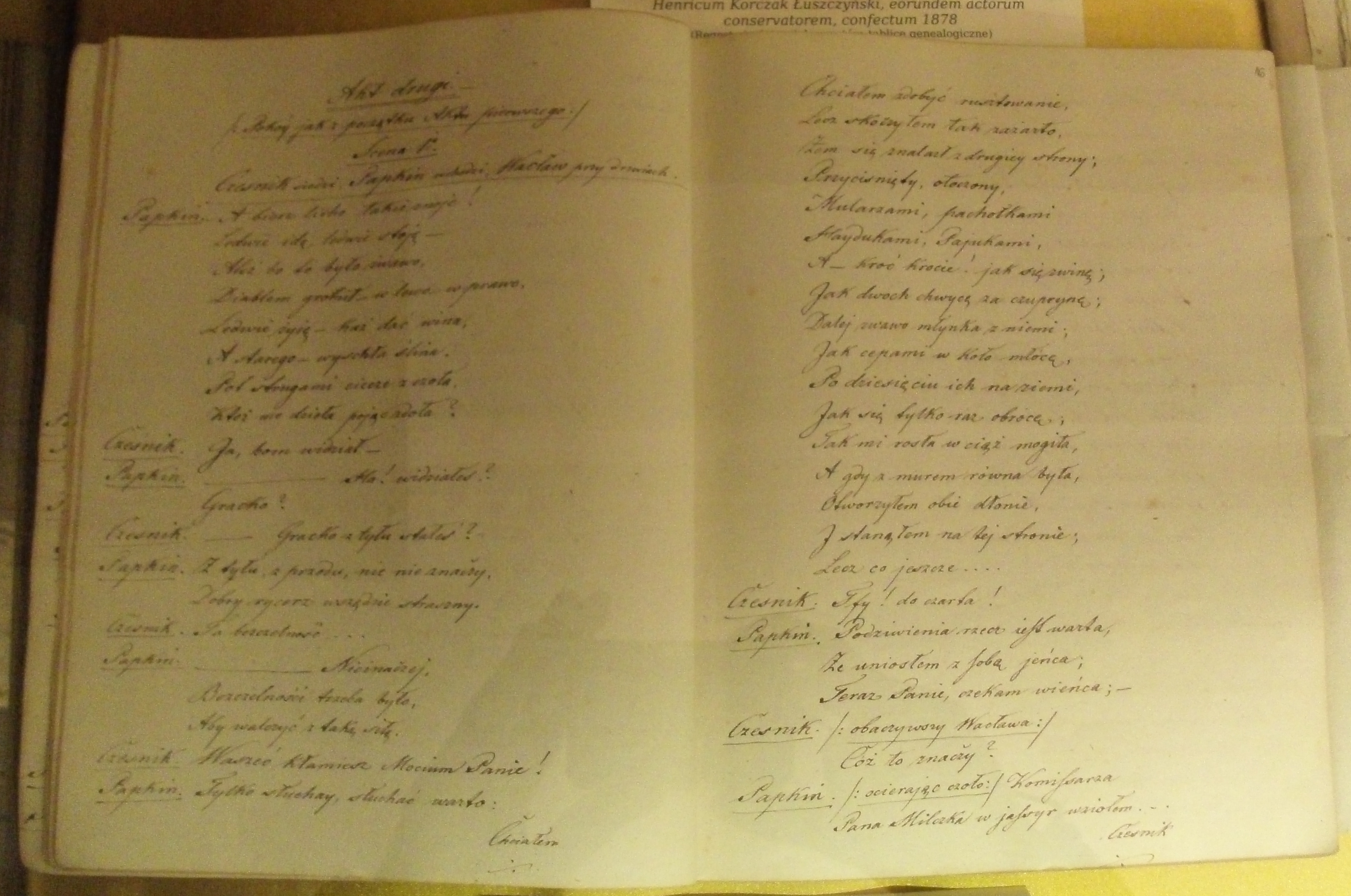
Zemsta – rękopis komedii Aleksandra Fredry na Zamku w Dzikowie

Zemsta – komedia Aleksandra Fredry w czterech aktach.
Dokładna data powstania sztuki nie jest znana. Według Eugeniusza Kucharskiego mogła powstać w latach 1832–1833.
Zemsta po raz pierwszy drukiem ukazała w 1838 we Lwowie w tomie V zbiorowego wydania dzieł Fredry (s. 93–220). Zachowany rękopis utworu (brulion) przechowywany jest w Zakładzie Narodowym im. Ossolińskich we Wrocławiu.
Prapremiera Zemsty odbyła się 17 lutego 1834 we Lwowie w teatrze Jana Nepomucena Kamińskiego z  Janem Nepomucenem Nowakowskim w roli Cześnika i Witalisem Smochowskim w roli Rejenta. W Krakowie sztukę wystawiono po raz pierwszy 7 kwietnia 1839, zaś w Warszawie 26 września 1846.

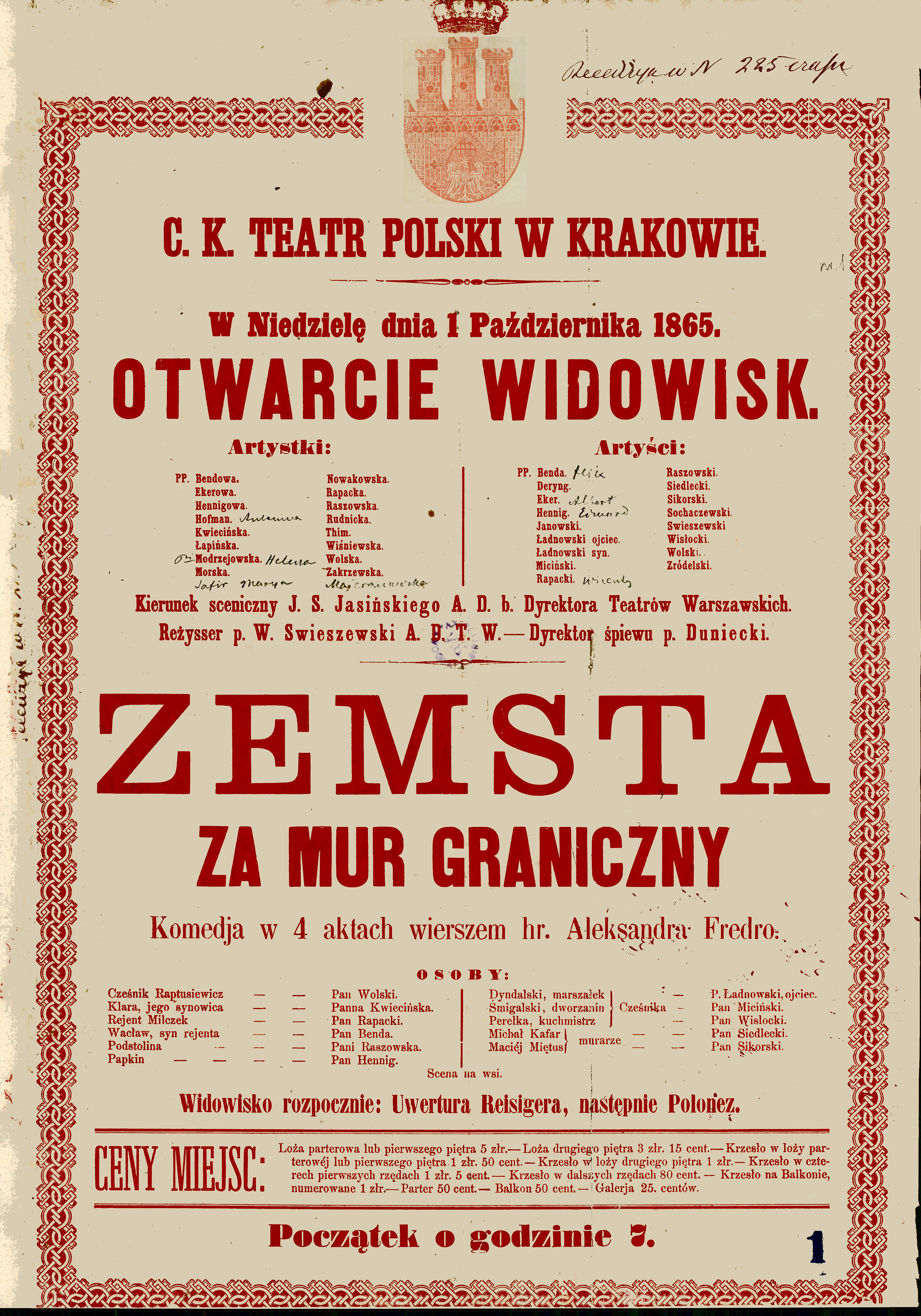
Afisz inscenizacji komedii A. Fredry "Zemsta" w Krakowie

## Geneza
Komedia powstała w 1833 roku. Inspirowana była dokumentem znalezionym przez Fredrę na zamku Kamieniec w Odrzykoniu, który otrzymał w posagu żony. W dokumencie tym znajduje się historia poprzednich właścicieli. Budowla była własnością dwóch skłóconych ze sobą rodów: Firlejów (dolna część zamku) i Skotnickich (górna część). Piotr Firlej – daleki pierwowzór Cześnika dokuczał Janowi Skotnickiemu – pierwowzorowi Rejenta, za co ten skierował rynny na jego zabudowania. Wtedy Firlej napadł na jego robotników naprawiających mury górnego zamku i zniszczył przy okazji rynny. Skotnicki pozwał go przed sąd i wygrał sprawę, ale kres ich długoletnim zatargom położył dopiero ślub zawarty w 1630 roku przez wojewodzica Mikołaja Firleja z kasztelanką Zofią Skotnicką.
W pierwszej wersji rękopisu Fredro umieścił akcję w XVII wieku (wskazuje na to data 4 czerwca 1664 roku umieszczona w testamencie Papkina), a głównymi bohaterami byli: sfrancuziały Baron (późniejszy Cześnik), Kiełbik (Rejent), Pani Rublowa (Podstolina), Papkiewicz (Papkin). Dopiero w kolejnej wersji rękopisu pojawiły się ostateczne nazwiska postaci, a akcję przesunięto o sto kilkadziesiąt lat.

## Elementy świata przedstawionego

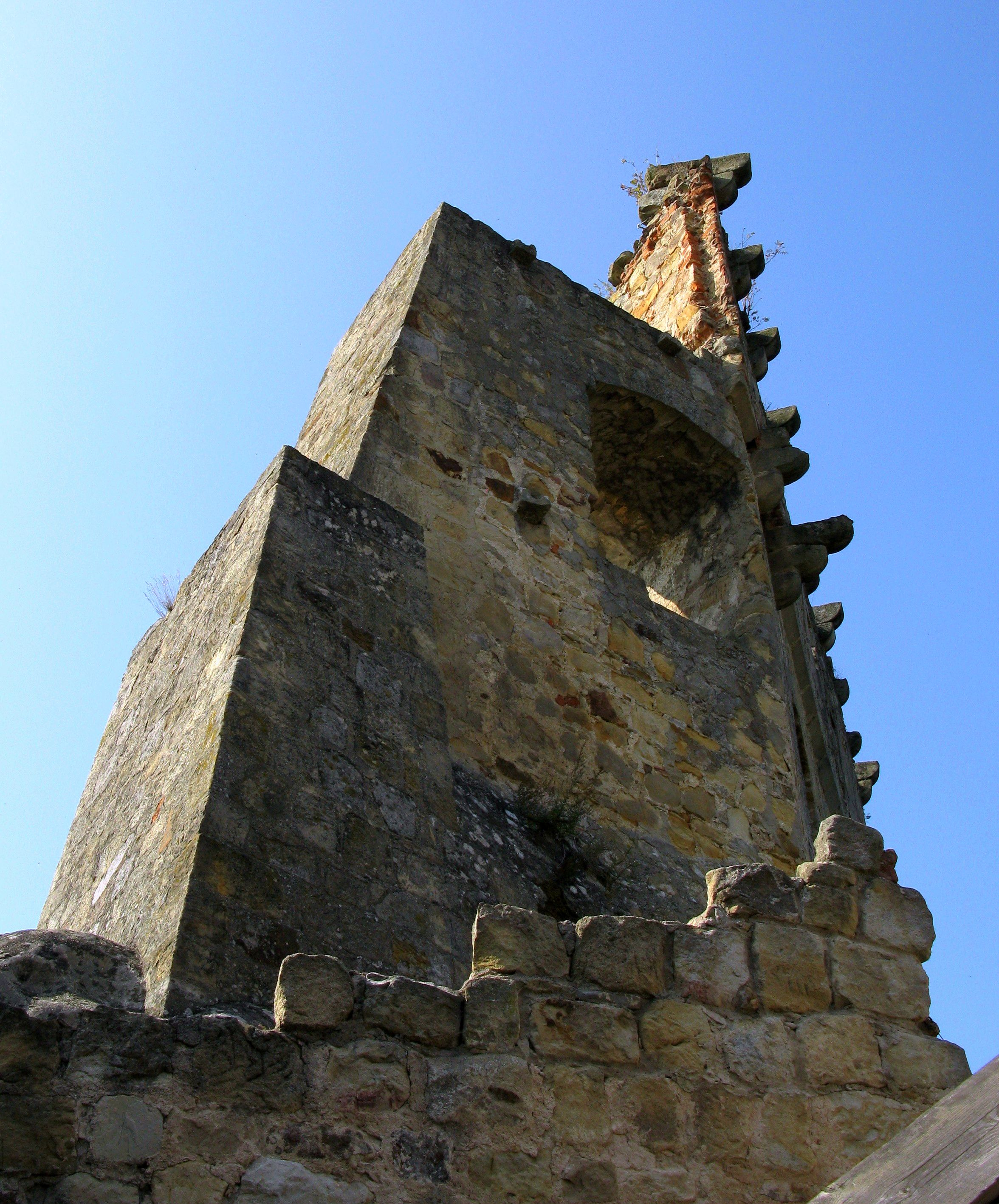
Zamek Kamieniec

Wydarzenia mogą się rozgrywać na wsi pod koniec XVIII wieku, na co wskazują wzmianki Cześnika o jego dawnym udziale w konfederacji barskiej (1768–1772), a przede wszystkim typy bohaterów i ich zachowanie, charakterystyczne dla kultury sarmackiej.

### Postacie
Pierwszoplanowe
- Rejent Milczek –  właściciel połowy zamku, zagorzały wróg Cześnika, ojciec Wacława
- Cześnik Maciej Raptusiewicz –  mieszkaniec drugiej połowy zamku, nienawidzący Rejenta, opiekun i stryj Klary
- Klara Raptusiewiczówna – bratanica Cześnika, zakochana w Wacławie

Drugoplanowe
- Józef Papkin – zubożały szlachcic na usługach Cześnika, liczy na małżeństwo z Klarą
- Podstolina Hanna Czepiersińska – wdowa, Cześnik pragnie się z nią ożenić dla pieniędzy
- Wacław Milczek – syn Rejenta, zakochany w Klarze

Epizodyczne
- Dyndalski – sługa i marszałek Cześnika, który pisał w jego imieniu list do Wacława
- Perełka – kucharz Cześnika
- Śmigalski – dworzanin Cześnika
- Mularze (murarze) – zatrudnieni przez Rejenta, który zmuszał ich do składania fałszywych zeznań co do pobicia
- Pachołki i inni
- Ludzie z kaplicy

## Przegląd treści
Akt 1.
W początkowej scenie Cześnik Raptusiewicz rozważa swoje plany matrymonialne. Chciałby ożenić się z wdową (po trzech mężach) Podstoliną, która bawi z wizytą na zamku jako gość Klary. Cześnik jest jednak nieobyty z kobietami i obawia się zrobienia gafy. Wzywa więc Papkina, zarozumiałego tchórza, bawidamka i hulakę, by pośredniczył w swatach, a jednocześnie utrzymywał w jego imieniu kontakty z sąsiadem – Rejentem Milczkiem, z którym Cześnik jest odwiecznie skłócony. Cześnik jest łasy na majątek Podstoliny, nie wiedząc, że ona sama szuka męża, bo majątek przypisany jest jej tylko czasowo. Papkin zaś ostrzy sobie zęby na bratanicę Cześnika, Klarę. Co prawda boi się Rejenta, jednak jest uzależniony od Cześnika, za niewymienione w sztuce dawne sprawki. Cześnik aranżuje spotkanie Papkina z Podstoliną. Podstolina łatwo domyśla się celu spotkania i obiecuje zgodę na swoje małżeństwo z Cześnikiem.
Nagle okazuje się, że Rejent zlecił murarzom naprawę muru rozgraniczającego część zamku należącą do niego, od części należącej do Cześnika. Cześnik każe Papkinowi i służbie rozpędzić murarzy. Tymczasem w ogrodzie Wacław i Klara zapewniają się o wzajemnej miłości. Wacław jest gotów „porwać” Klarę, by się z nią ożenić, ale dziewczyna nie zgadza się na to. 
Kolejna scena przedstawia rozpędzanie murarzy. Z okien obserwują ją Cześnik i Rejent. Papkin wchodzi do akcji dopiero, gdy murarze zostają przegonieni. Wygłasza monolog na własną cześć. Zjawia się Wacław, który przedstawia się jako urzędnik Rejenta i oddaje się dobrowolnie w niewolę. 
Akt 2.
Papkin przedstawia jeńca Cześnikowi jako wynik swojej odwagi, licząc, że w nagrodę Cześnik wyrazi zgodę na jego małżeństwo z Klarą. Cześnik jednak dobrze zna Papkina. Wacław próbuje przekonać Cześnika do ugody z Rejentem, ale Cześnik jest uparty i wyraża to słowami: „Wprzódy słońce w miejscu stanie! Wprzódy w morzu wyschnie woda, nim tu u nas będzie zgoda!”  i każe wracać Wacławowi do domu. Ten nie chce odejść – chce być bliżej Klary, więc przekupuje Papkina. Podczas rozmowy z Klarą ustalają, aby poprosić Podstolinę o wpłynięcie na Cześnika. Gdy pojawia się Podstolina, okazuje się, że to była kochanka Wacława, którą, co gorsza, oszukiwał, podając się za księcia. Podstolina jednak chce zerwać zaręczyny z Cześnikiem – woli Wacława.
W kolejnej scenie Papkin wyznaje Klarze miłość. Ta żąda od niego dowodu miłości – wytrwania przez pół roku w milczeniu, roku o chlebie i wodzie i przywiezienia krokodyla. Po jej odejściu Papkin wygłasza komiczny monolog, nie zdając sobie sprawy z tego, że Klara sobie z niego żartuje.
Pojawia się Cześnik, zadowolony, że Podstolina przyjęła jego zaręczyny, lecz wściekły na Rejenta o mur. Chce go wyzwać na pojedynek i do niego wysyła Papkina jako sekundanta.
Akt 3.
Rejent Milczek przygotowuje pozew do sądu przeciw Cześnikowi. Wymusza zeznania od poszkodowanych w bójce murarzy, bardzo przy tym przekręcając je na własną korzyść, a jednocześnie odmawia im zapłaty. Później przychodzi do niego Wacław i prosi o pozwolenie na małżeństwo z Klarą. Rejent jednak chce, by on ożenił się z Podstoliną. Co gorsza, okazuje się, że na złość Cześnikowi i zaślepiony chciwością, Rejent zaproponował umowę Podstolinie, zgodnie z którą Wacław ma ożenić się z nią. Za ewentualne zerwanie umowy zrywający ma zapłacić 100 000. 
Zjawia się Papkin z listem Cześnika, wyzywającym Rejenta na pojedynek. Papkin najpierw się boi, ale widząc Rejenta udającego ustępliwość, staje się coraz bardziej arogancki. Wreszcie Milczek straszy go wyrzuceniem przez okno i stawia czterech pachołków przed drzwiami. Teraz Papkin zaczyna się panicznie bać. Ledwie udaje mu się przekazać list od Cześnika. Do pokoju wpada Podstolina z podpisaną umową. Papkin dowiaduje się, że Podstolina wystawiła Cześnika do wiatru. Ostatecznie służący zrzucają Papkina ze schodów.
Akt 4.
Cześnik omawia sprawy związane ze swoim ślubem z Podstoliną i pojedynkiem z Rejentem. Przychodzi Papkin. Najpierw popisuje się rzekomą odwagą na spotkaniu z Rejentem. Gdy wspomina o podaniu wina przez Rejenta, Cześnik sugeruje, że pewnie było zatrute. Papkin oddaje list, w którym Rejent informuje o postanowieniu Podstoliny. Cześnik jest wściekły i postanawia zemścić się. Po jego wyjściu, Papkin przekonany, że jest otruty, pisze swój testament. Angielską gitarę i zastawioną, „rzadką kolekcję motyli” oddaje Klarze, zaś szablę Artemizę odda temu, kto postawi pomnik na jego grobie. W testamencie prosi także o niepłacenie jego długów.  
Wraca Cześnik. Postanawia zwabić do siebie Wacława. Dyktuje swemu sekretarzowi – Dyndalskiemu – list, który ma wyglądać, jak list od Klary. Nie udaje mu się jednak napisać go przekonująco i wysyła do Wacława sługę. 
Przybywa zwabiony Wacław i zostaje zatrzymany przez Cześnika. Cześnik informuje go, że ma do wyboru – albo lochy w zamku, albo ślub z Klarą. Kochankowie są zaskoczeni, ale oczywiście wyrażają zgodę. W kaplicy czeka już na nich ksiądz.
U Cześnika zjawia się Rejent – czekał na Raptusiewicza w wyznaczonym miejscu na pojedynek, jednak Cześnik nie pojawił się. Gdy dowiaduje się o ślubie syna, wpada w furię. Sytuację wyjaśnia Podstolina, oświadczając, że cały jej majątek przepisany został na Klarę, która miała go przejąć w dniu ślubu. Byłaby więc bez grosza, gdyby nie umowa z Rejentem. Szczęśliwa i wzbogacona Klara jednak obiecuje zapłacić 100 000 ze swojego majątku. Rejent i Cześnik słysząc to, wreszcie się godzą. Szczęśliwe zakończenie tej komedii jest więc nieco cyniczne.

## Ekranizacje
Komedia Fredry została dwukrotnie zekranizowana:
- Zemsta z 1956 roku w reż. Antoniego Bohdziewicza i Bohdana Korzeniewskiego
- Zemsta z 2002 roku w reż. Andrzeja Wajdy

## Teatr Telewizji
Zemstę czterokrotnie wystawiono w Teatrze Telewizji:
- w 1960 roku w reż. Jerzego Kreczmara
- Zemsta (1972) w reż. Jana Świderskiego[4]
- w 1994 roku w reż. Olgi Lipińskiej[5][6]
- w 2020 roku w reż. Redbada Klynstra-Komarnickiego[7]